# Albert Nicholas
Albert Nicholas (New Orleans, 27 mei 1900 - Bazel, 3 september 1973) was een Amerikaanse jazz-rietblazer en bandleider. Zijn belangrijkste instrument was de klarinet.
Nicholas, een neef van Wooden Joe Nicholas, studeerde klarinet bij Lorenzo Tio. In de jaren tien speelde hij met Buddy Petit, King Oliver en Manuel Perez. Van 1917 tot 1919 werkte hij bij de koopvaardij. Na zijn terugkeer in New Orleans vormde hij een eigen band waarin Barney Bigard en Luis Russell speelden. Hij werkte daarna weer kort bij King Oliver en diens Dixie Syncopators (1925-1927). Hij reisde en speelde in Zuid-Azië en Egypte en keerde in 1928 terug naar Amerika, waar hij tot 1933 lid was van het orkest van Luis Russell. Daarna speelde hij onder meer met Chick Webb. Van 1937 tot 1939 was hij weer lid van de groep van Luis Russell, met ook Louis Armstrong. Hij nam op met Jelly Roll Morton in 1939 en speelde met Zutty Singleton en John Kirby. Tijdens de oorlog werkte hij bij de metro van New York. Dankzij de dixieland-revival in de tweede helft van de jaren veertig kon hij weer in de muziek zijn brood verdienen en speelde hij met Art Hodes, Bunk Johnson en Kid Ory. Ook werkte hij in het trio van Ralph Sutton in de club van Jimmy Ryan (zie foto). In 1953 verhuisde hij naar Frankrijk, waar hij de rest van zijn leven zou wonen.

## Discografie (selectie)
- Albert Nicholas-Mezz Mezzrow (aparte sessies Nicholas en Mezzrow), Jazztone, 1953
- Albert Nicholas with Art Hodes' All-Star Stompers, Delmark, 1964
- A Tribute to Jelly Roll Morton, Storyville, 1970
- Kornhaus Theater, Baden, 1969, Sackville, 1996
- New Orleans-Chicago Connection (met Art Hodes, opnames 1959), Delmark, 1997